# Passepied
『passepied』（ぱすぴえ）は、2009年にリリースされたパスピエの配信限定シングル。TetraMusicより配信。

## 収録曲
1. 開花前線
2. かくれんぼ
3. 色彩